# Юлемисте Сити
Ю́лемисте Си́ти (эст. Ülemiste City) — офисно-жилой и промышленный квартал в микрорайоне Юлемисте района Ласнамяэ города Таллина, Эстония. Расположен на территории бывшего завода «Двигатель» — крупнейшего машиностроительного предприятия Советской Эстонии, основанного в период Российской империи. Возводится с 2005 года в соответствии с концепцией «умного города». По состоянию на 2025 год занимает 30 гектаров. Находится в непосредственной близости от Таллинского аэропорта, торгового центра «Юлемисте Кескус» и железнодорожной станции «Юлемисте», на месте которой возводится терминал железной дороги «Rail Baltica». Многие здания квартала названы в честь выдающихся деятелей эстонской науки.

## Предыстория
В 1898—1899 годах в Ревеле был построен машиностроительный завод «Двигатель». Завод производил вагоны разных типов, железные мосты, железнодорожные стрелки, вагонетки, различные деталей из металла, трамваи, двигатели внутреннего сгорания. Численность работников завода составляла 4000 человек.
После присоединения Эстонии к СССР завод был национализирован и получил название Государственный вагоностроительный завод «Двигатель». В 1947 году завод был передан в подчинение Совету Министров СССР и в 1950-е годы полностью перестроен. «Двигатель» стал производить воздушные охладители, герметичные клапаны, вакуумные насосы, различные контейнеры. В 1951 году завод «Двигатель» вошёл в систему оборонно-промышленного комплекса СССР (систему так называемых «закрытых предприятий» Министерства среднего машиностроения СССР), и в последующие годы вся информация о нём была строго засекречена. До 1991 года на заводе изготавливалось оборудование для атомной, космической и химической промышленности СССР.
После восстановления независимости Эстонии, последующей приватизации и безуспешных попыток восстановить прежние производственные мощности владельцы решили закрыть завод и изменить вид деятельности.

## История создания квартала
В 2005 году акционерное общество «Майнор» (AS Mainor), владевшее промышленной зоной бывшего завода «Двигатель» площадью в 36 гектаров, начало её преобразование в современный бизнес-квартал по образцу «Киста Сити» (швед. Kista City) — технологического городка, расположенного рядом со Стокгольмом и получившего название «Северная Кремниевая долина». В 2010 году часть территории создаваемого бизнес-квартала принадлежала эстонской компании «Smart City Group», которая решила продать её иностранным инвесторам; с того года в развитии квартала также принимает участие финская компания «Technopolis».
Миссия «Юлемисте Сити» заключается в создании привлекательной и современной среды для работы различных эстонских и международных компаний и проживания людей, что, кроме всего прочего, должно стимулировать покинувших Эстонию талантливых людей вернуться домой, чтобы реализовать себя на родине и вдохновиться на создание новых бизнес-моделей.
По состоянию на 2014 год на 81 000 м² коммерческой площади квартала действовало 200 компаний с 6000 сотрудников.
К 2017 году в квартале уже насчитывалось 120 000 м² офисных площадей, число сотрудников 300 компаний составило 8000 человек.
По состоянию на 2025 год, в квартале работало 400 компаний, чей годовой оборот составляет 2,5 миллиарда евро.
По состоянию на 2025 год, территорию квартала развивают два застройщика. Две трети квартала застраивает компания Mainor Ülemiste AS, основным акционером которой является эстонское акционерное общество AS Mainor, треть квартала застраивает компания Technopolis Ülemiste AS, 51% которой принадлежит финской листинговой компании Technopolis Plc. «Юлемисте Сити» превратился в круглосуточный многофункциональный кампус, объединяющий 15 000 сотрудников компаний и учреждений и 5000 жителей. К 2029 году рядом с «Юлемисте Сити» запланировано окончание строительства пассажирского железнодорожного терминал «Rail Baltica» и нескольких объектов недвижимости.
17 июня 2014 года в квартале впервые прошел Городской фестиваль «Юлемисте Сити», на котором был организован пикник с участием семи кафе, выступили воспитанники детских садов и состоялся концерт эстонской группы «Lеnna».

## Улицы квартала
Основные улицы «Юлемисте Сити» утверждены горуправой Таллина в 2003 году и имеют прямые отсылки к истории данного места:
- улица Валукоя (эст. Valukoja tänav)[12] — Литейная,
- улица Кеэвизе (эст. Keevise tänav)[13] — Сварочная,
- улица Сепапая (эст. Sepapaja tänav)[14] — Кузнечная,
- улица Сепизе (эст. Sepise tänav)[15] — Ковочная,
- улица Ээзи (эст. Ääsi tänav)[16] — Горновая.

## Памятники архитектуры
На территории квартала расположены четыре строения бывшего завода «Двигатель», внесённые в Регистр памятников культуры Эстонии как памятники архитектуры и реконструированные в 2010-х годах:

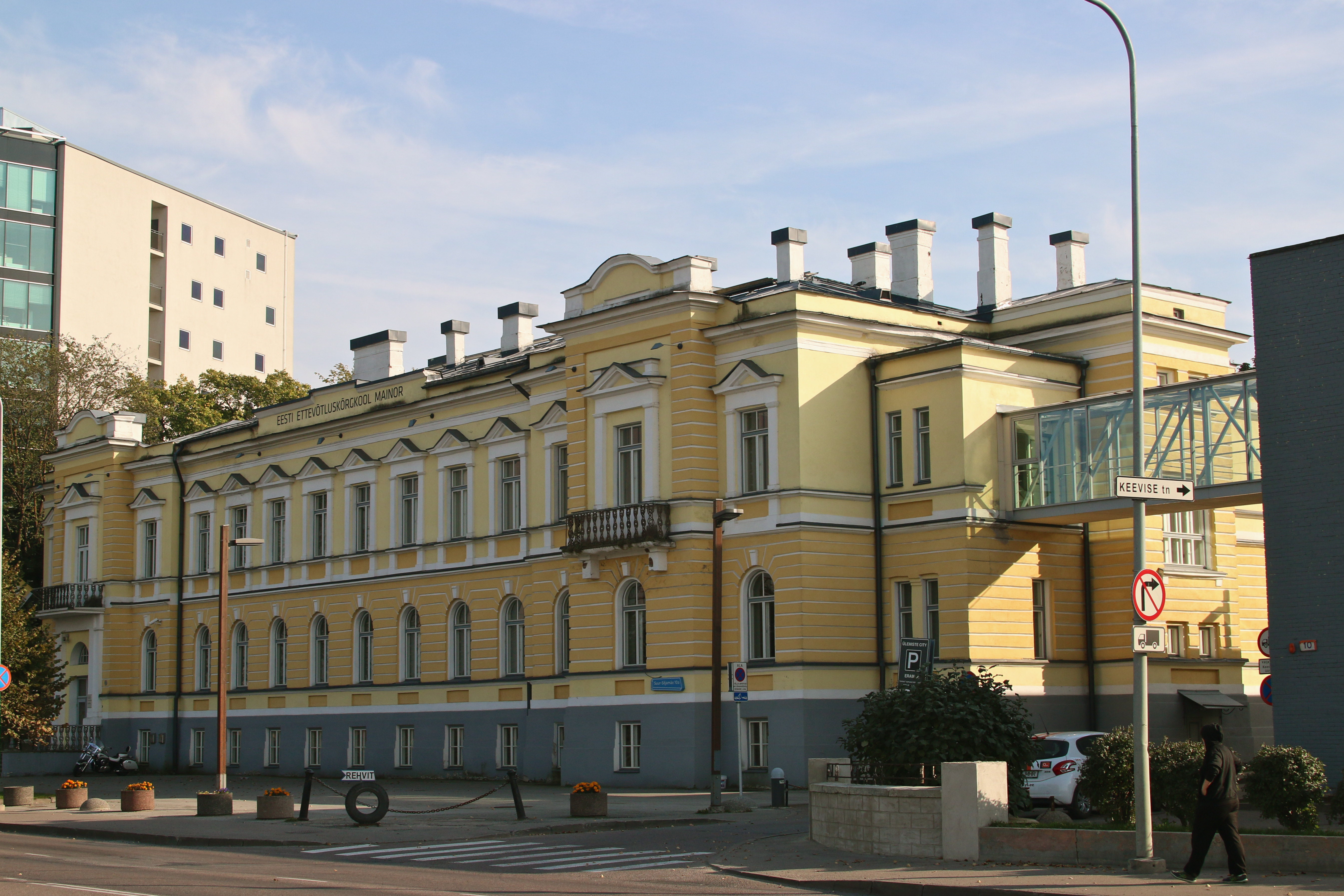
Здание заводоуправления

- здание заводоуправления, построенное в 1899 году (ул. Кеэвизе 1 / Суур-Сыямяэ 10a).

Самое представительное строение заводского комплекса. Двухэтажная историческая часть здания с кирпичными стенами имеет Т-образную форму и объёмно-симметрична относительно центральной оси. Главный и торцевые фасады здания оштукатурены. Главный фасад красиво расчленён, украшен карнизами, нишами, рустованными полосами, декоративными фронтонами над окнами второго этажа и рустованными арочными перемычками с замковыми камнями над окнами первого этажа. Пристроенный с южной стороны здания флигель из силикатного кирпича оштукатурен и окрашен в соответствии с цветовой гаммой торцевых фасадов. Все этажи имеют центральный коридор, проходящий через дом, который обеспечивает доступ в смежные комнаты. С обоих торцов здания имеются лестницы. Во время Великой Отечественной войны в здании располагалось женское общежитие. В 1961 году были возведены крупные пристройки к зданию. Реставрационные работы были проведены в 2005—2006 годах, в ходе которых были снесены выходящая в сторону улицы галерея и проходная из красного кирпича, восстановлены изначальный главный вход и балкон. Были также отреставрированы интерьеры здания;

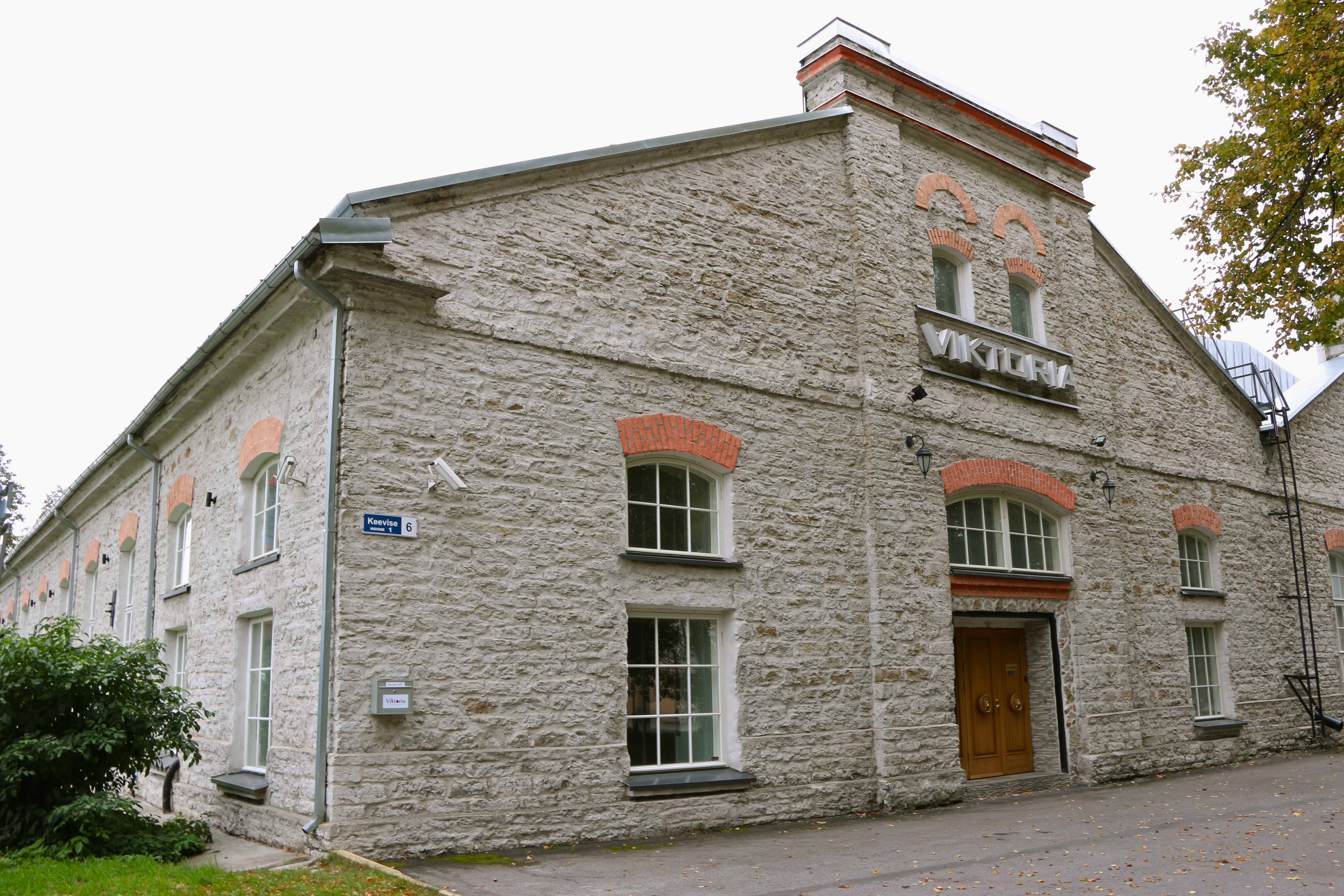
Механико-монтажный цех

- механико-монтажный цех № 17, построенный в 1898–1899 годах (ул. Лыытса, 6).

Три восточных пролёта массивного здания отличаются оригинальной внешней формой и объёмом. Четвёртый (западный) пролёт изначально был немного короче остальных и существенно отличается от первоначального проекта благодаря современным пристройкам. Главная ценность трёх сохранившихся заводских пролётов — их массивные и хорошо сохранившиеся известняковые стены, подчёркнутые арочными перемычками из керамического кирпича. Здание окружено густой дорожной сетью и характерными для этого района зелёными насаждениями;

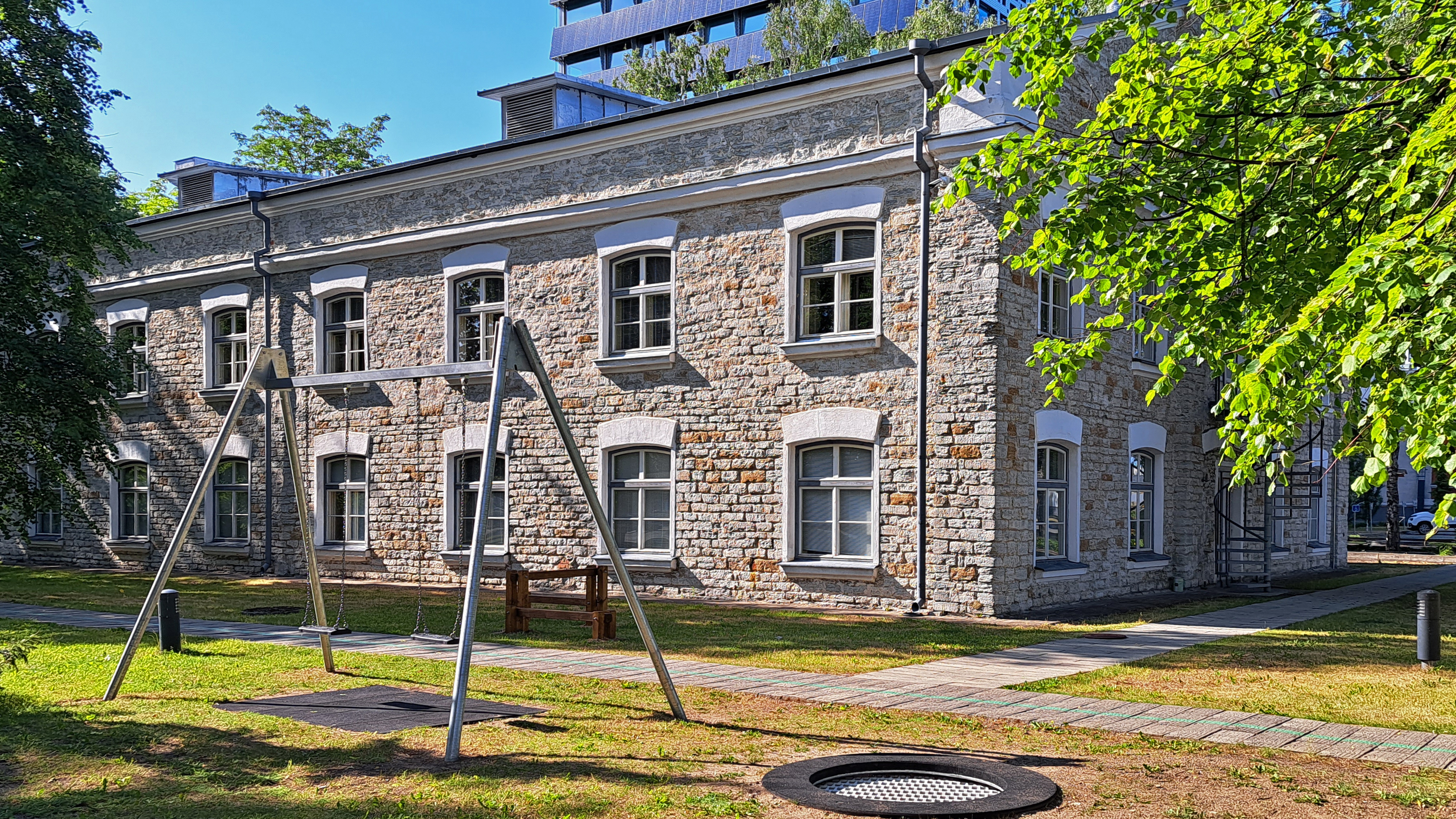
Заводская лаборатория

- центральная заводская лаборатория, построена в 1899 году (ул. Лыытса 7/ Сепапая 6).

Двухэтажное здание из известняка. Гипсовые рамы окон на этажах и арочные перемычки над окнами оштукатурены известковым раствором и окрашены известковой краской. Наружные двери здания заменены новыми по образцу двери, изображённой на чертеже фасада 1949 года; новые окна изготовлены по образцу старых; подоконники максимально сохранены и установлены на место после реставрации. Зданию присвоено имя эстонского биолога Артура Линда;
- механосборочный цех, построенный в 1920–1930-х годах (ул. Сепизе, 10).

Железобетонное здание с наружными стенами из известняка с обеих сторон граничит с другими производственными корпусами. Здание было окружено каменной стеной высотой почти 3 метра и длиной 4 километра. До 2016 года в здании можно было увидеть балки канатной дороги и остатки прежних коммуникаций, местами основания с болтами крепления оборудования выступали выше уровня пола, а сами полы были залиты машинным маслом. Элегантная железобетонная несущая конструкция была повреждена из-за обрушения крыши. По состоянию на 2017 год треснувший бетон и заделанные проёмы были отремонтированы.
 
В 2007 году здание получило имя изобретателя самой маленькой и легкой в мире плёночной фотокамеры «Minox» Вальтера Цаппа. После реконструкции площадь его помещений составила 6700 м².
В Регистр памятников культуры Эстонии в 1999 году также были внесены охранно-заградительные сооружения (ул. Кеэвизе, 6), построенные в 1950—1980-х годах (точная дата неизвестна). При инспектировании 26 сентября 2014 года они были уже разрушены.

## Важнейшие объекты
Рядом с «Юлемисте Сити» расположены Таллинский аэропорт, крупнейший в Эстонии торговый центр «Юлемисте Кескус», железнодорожная станция «Юлемисте» и гостиница «Ülemiste». В августе 2017 года открылась трамвайная линия, проходящая через «Юлемисте Сити» к аэропорту. На территории квартала расположены, в частности, Высшая школа предпринимательства «Майнор», частная общеобразовательная школа «Эмили» и детский сад «Калли-Калли» («Kalli-Kalli»). Здесь также находится демонстрационный центр «ITL Digital Lab».
С сентября 2014 года до октября 2022 года в бывшем заводском здании по адресу ул. Лыытса, 6 (памятник архитектуры конца XIX века) работал крупнейший в Эстонии ресторан «Dvigatel». Заведение площадью 1743 м² могло обслуживать до 3000 человек в день. Кейтеринг в ресторане осуществляла всемирно известная группа компаний «Sodexo», в 2014 году впервые вышедшая на эстонский рынок общественного питания. 
В начале 2010-х годов был заложен парк Юлемисте-Сити. Его площадь составляет 12 500 м².
Многие здания квартала названы в честь выдающихся деятелей эстонской науки, в частности нейрохирурга Людвига Пуусеппа (ул. Лыытса, 2a), экономиста Рагнара Нурксе, информатика Устуса Агура, биолога Артура Линда, педагога Йоханнеса Кяйса, кибернетика Бориса Тамма, астронома Эрнста Эпика (ул. Валукоя, 8), химика Виктора Пальма, фармаколога Альмы Томингас.
Строительство представительного 13-этажного офисного здания, получившего название «Дом Эпика» (эст. Öpiku maja) в честь Эрнста Эпика, одного из основателей эстонской школы астрономии, было завершено в 2016 году. Верхние этажи здания имеют виды на аэропорт, озеро Юлемисте и Старый город.
В 2018 году исторический механико-монтажный цех № 17 (памятник архитектуры конца XIX века) был перестроен в пятиэтажную парковку площадью 14 000 м² на 436 парковочных мест — на то время крупнейшую парковку в Эстонии. В этом же здании расположен зал спортклуба «MyFitness». C 2017 до 2021 года здесь также работал ресторан высокой кухни «Йуур» («Juur», с эст. «корень», «корешок»), претендовавший на звание лучшего ресторана Эстонии.
Одно из новых зданий в квартале называется «Резиденции Луриха» (ул. Валукоя 10/2); в нём сдаются квартиры как для краткосрочного, так и для длительного проживания.

## Галерея

«Юлемисте Сити»
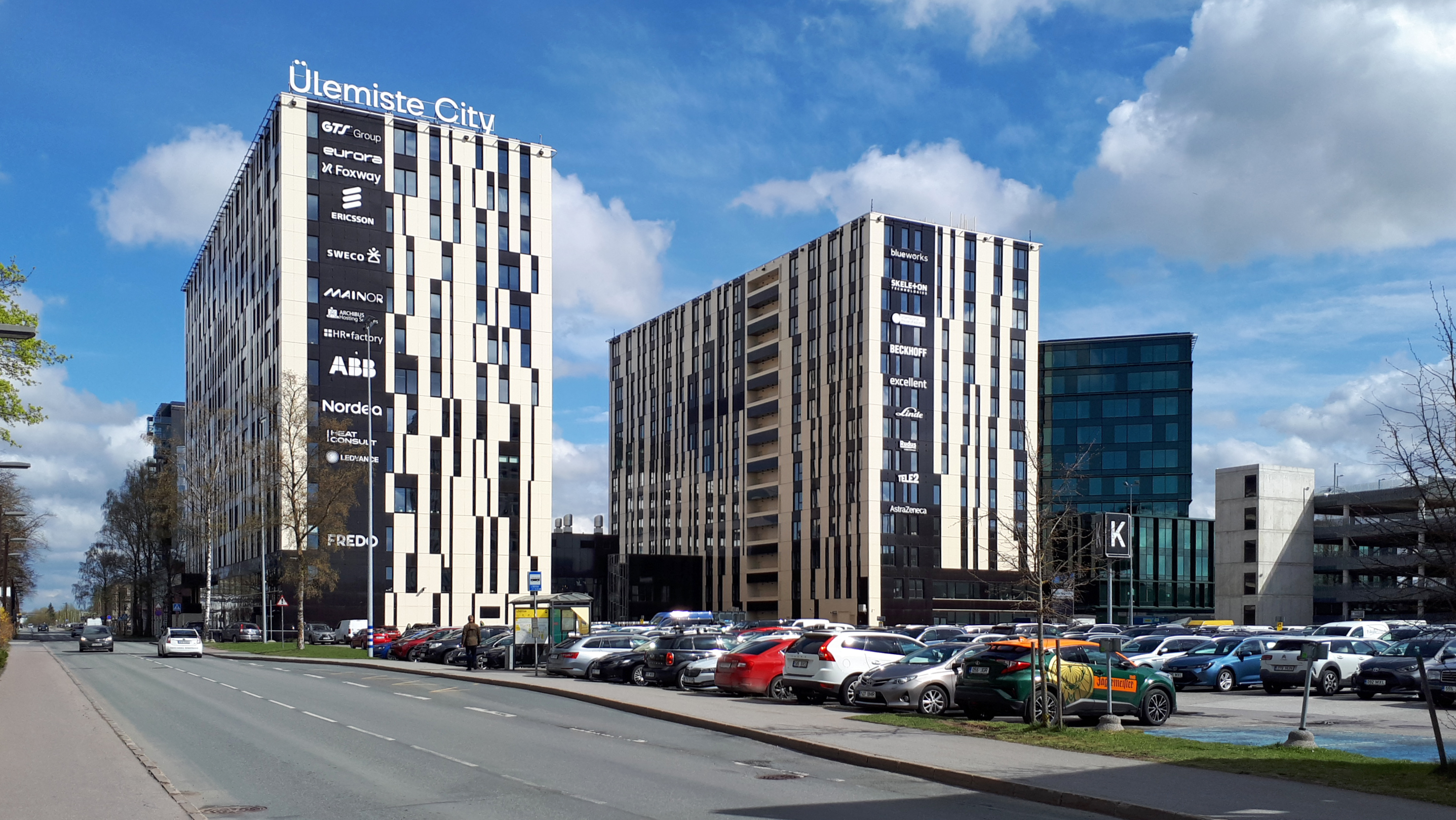
Улица Валукоя
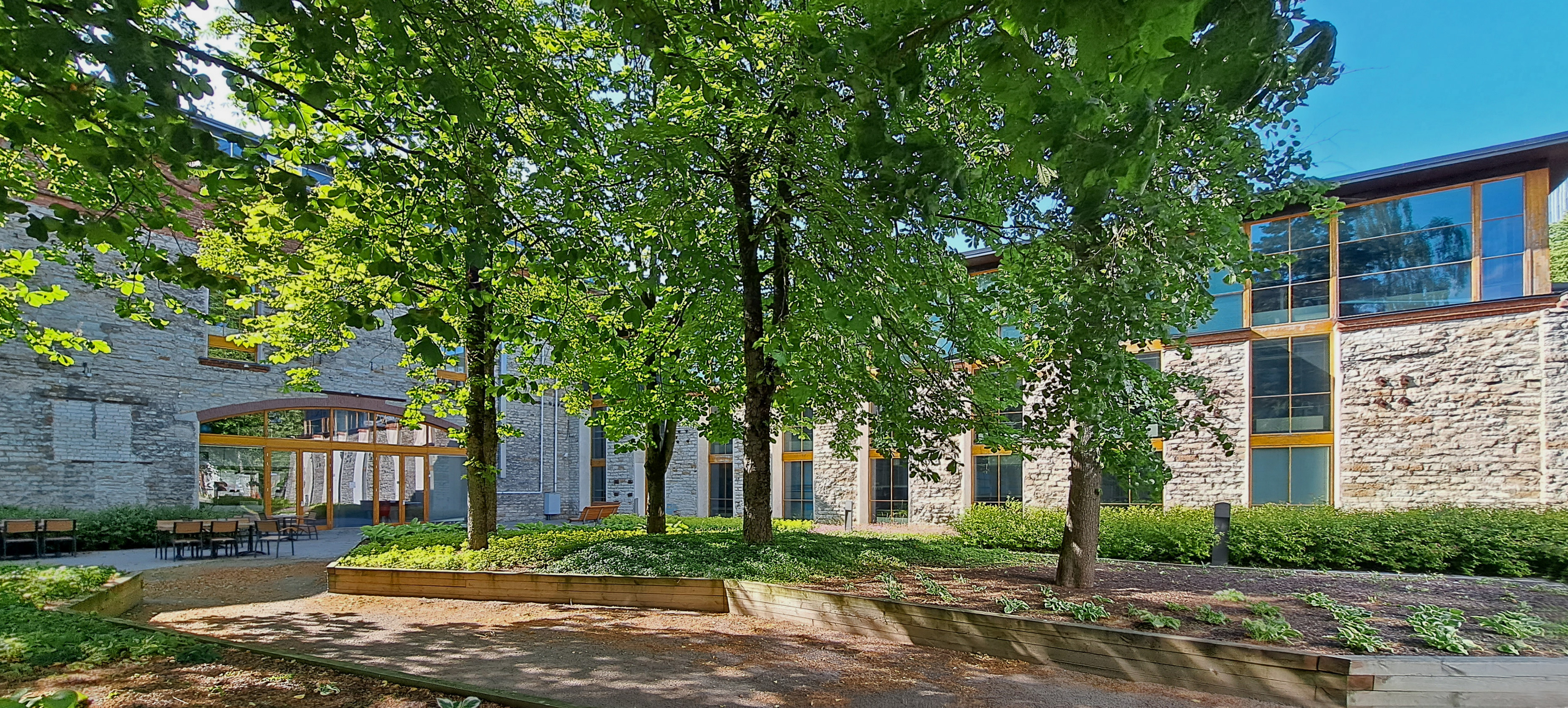
Улица Лыытса
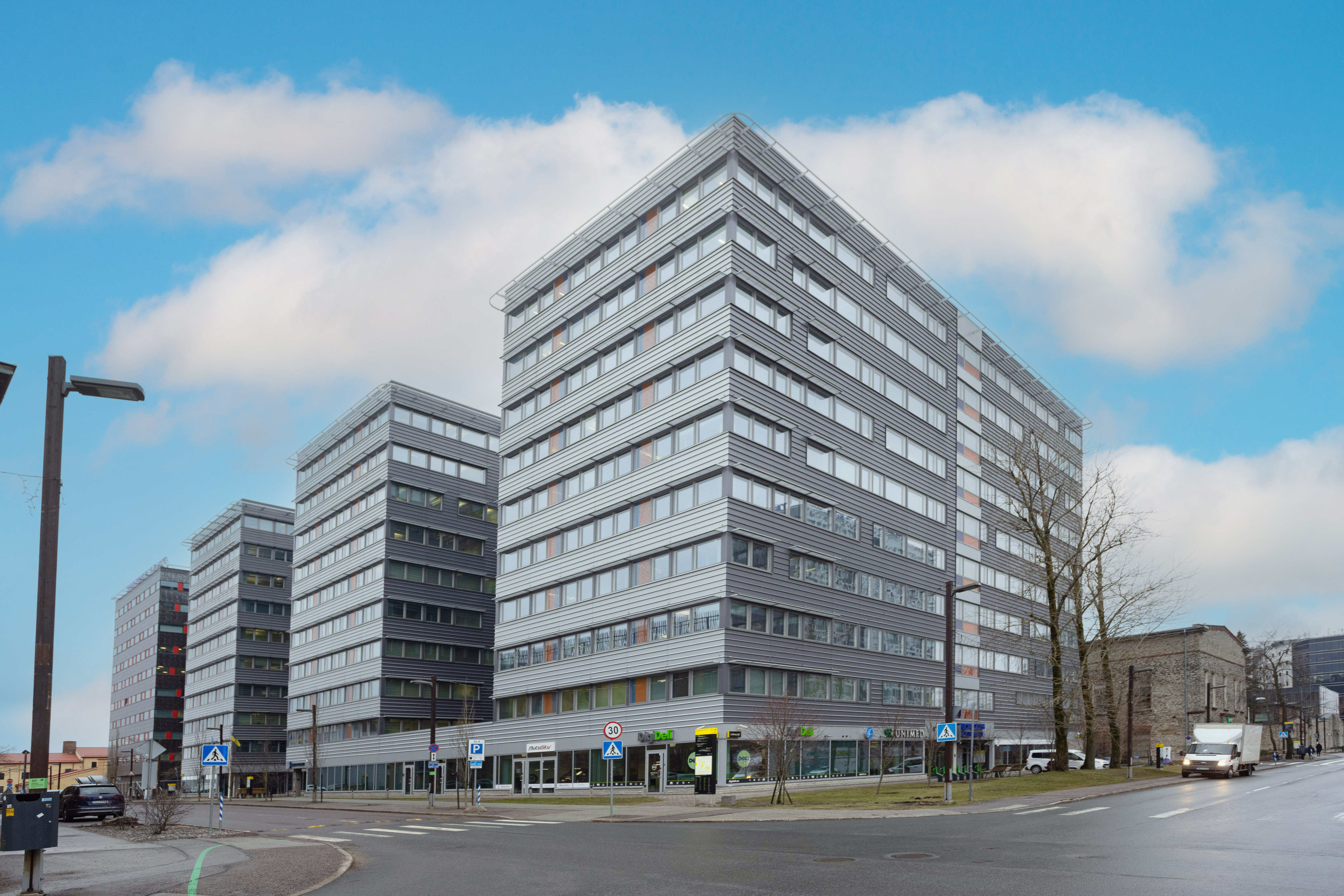
Перекрёсток улиц Валукоя и Лыытса
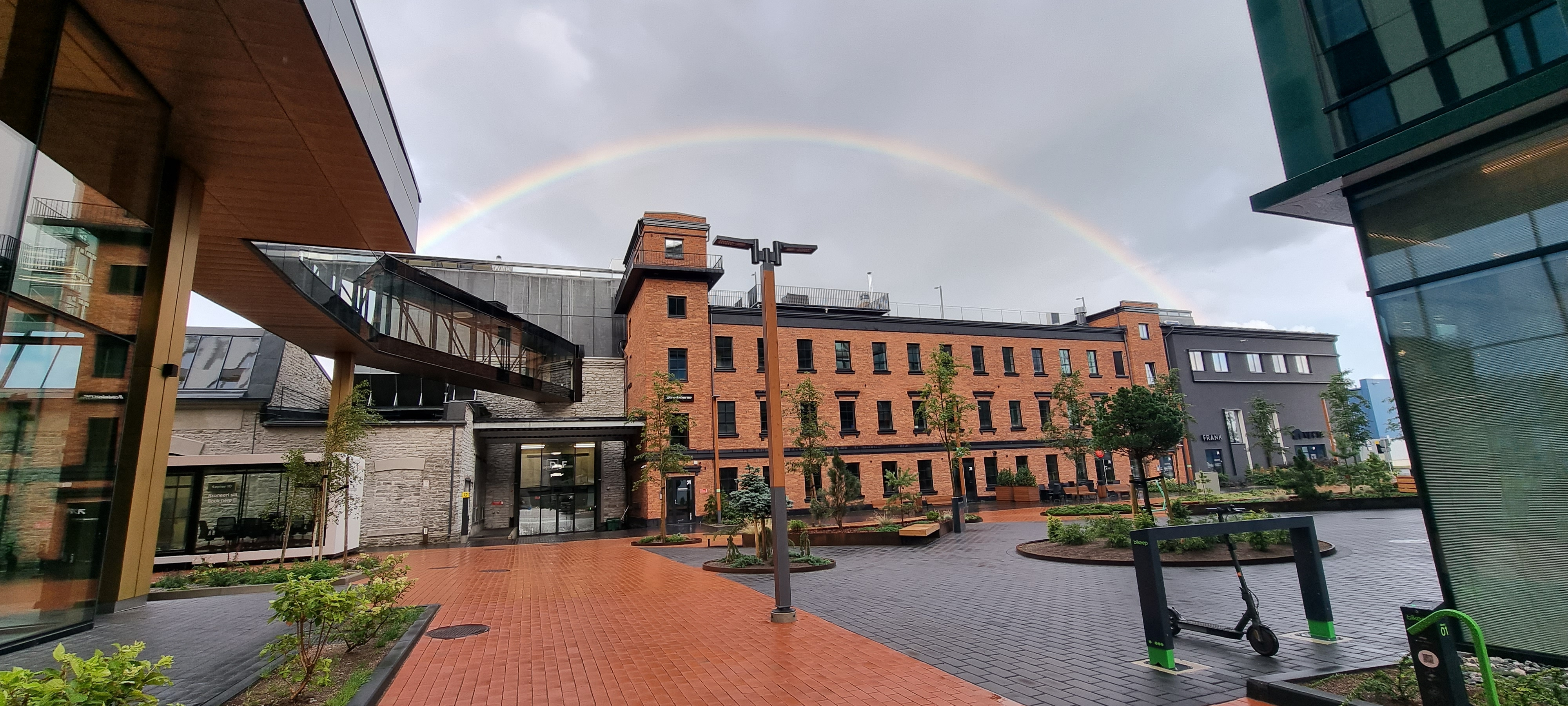
Улица Сепизе, дом 8
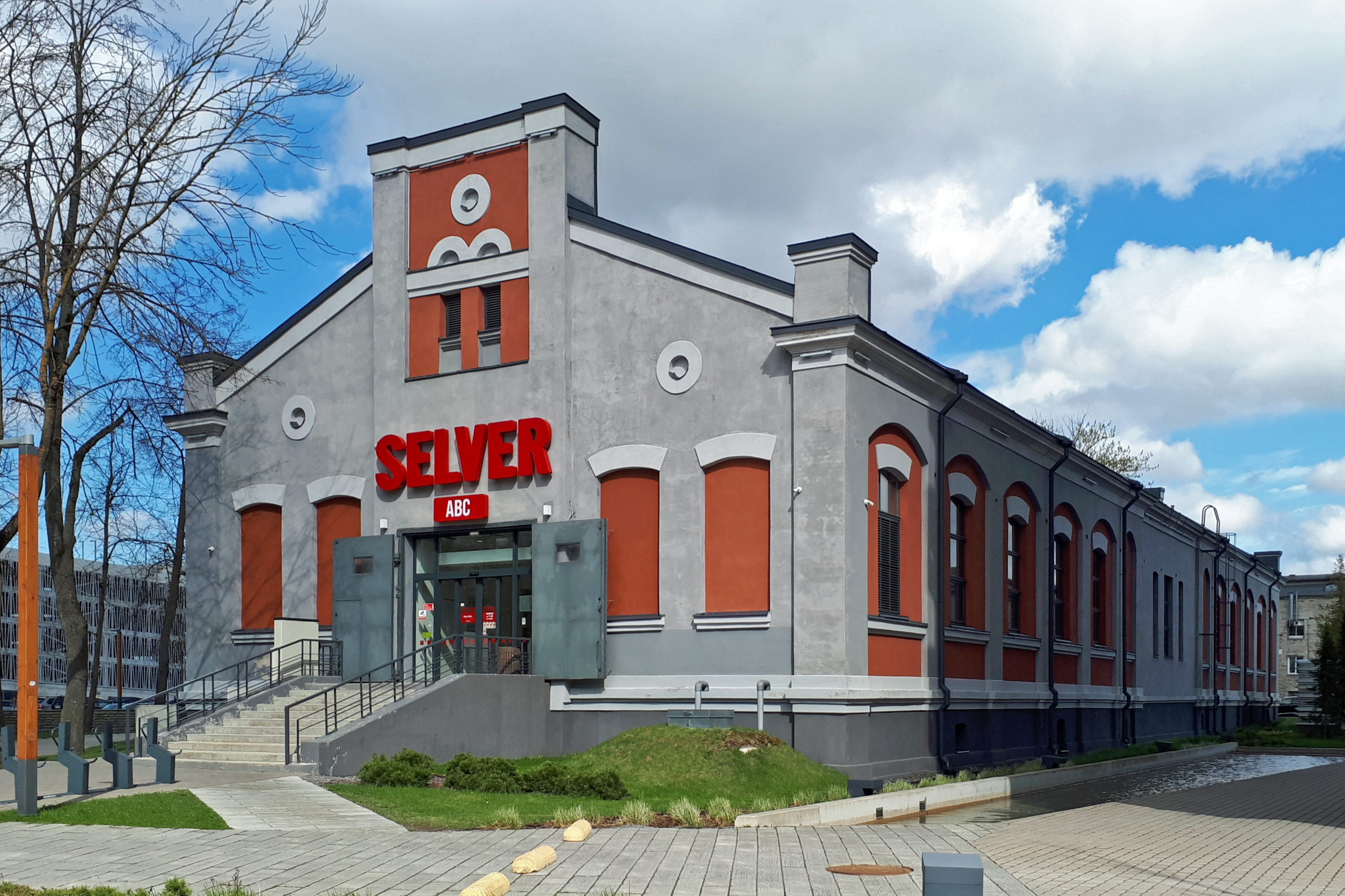
Улица Сепапая, дом 2 (бывшее здание завода «Двигатель», ныне — магазин торговой сети «Selver»)
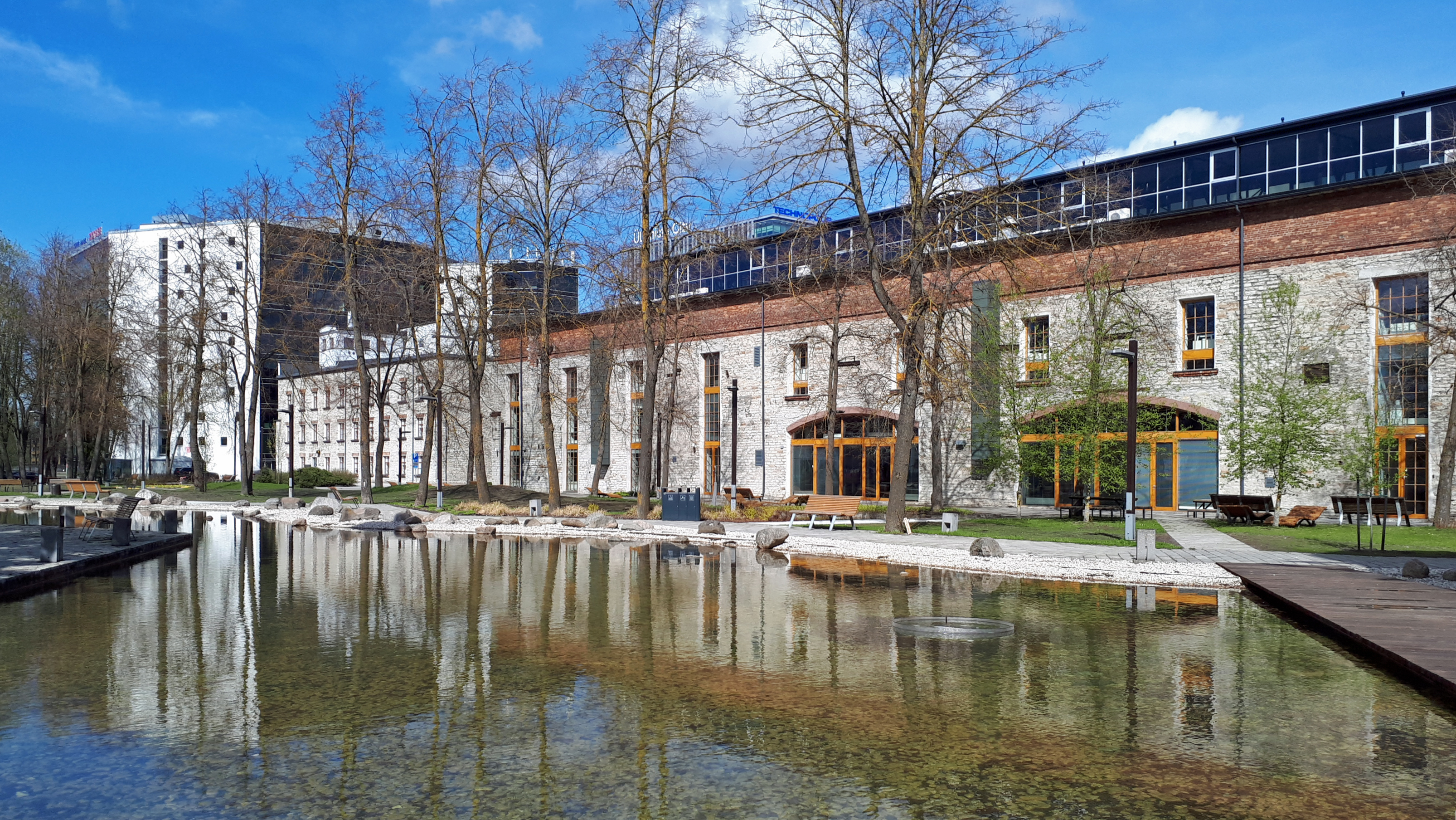
Парк Юлемисте-Сити
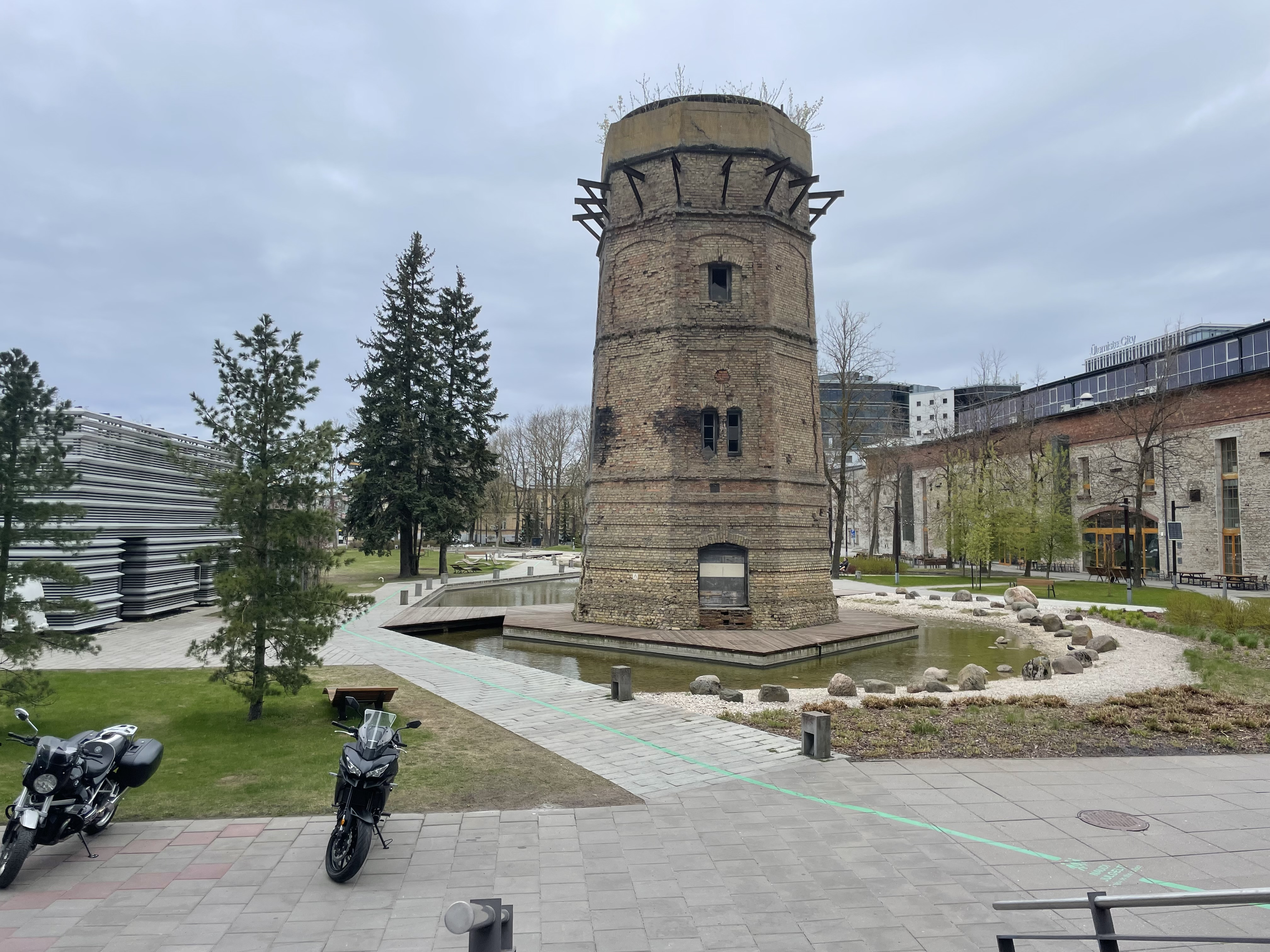
Водонапорная башня в парке Юлемисте
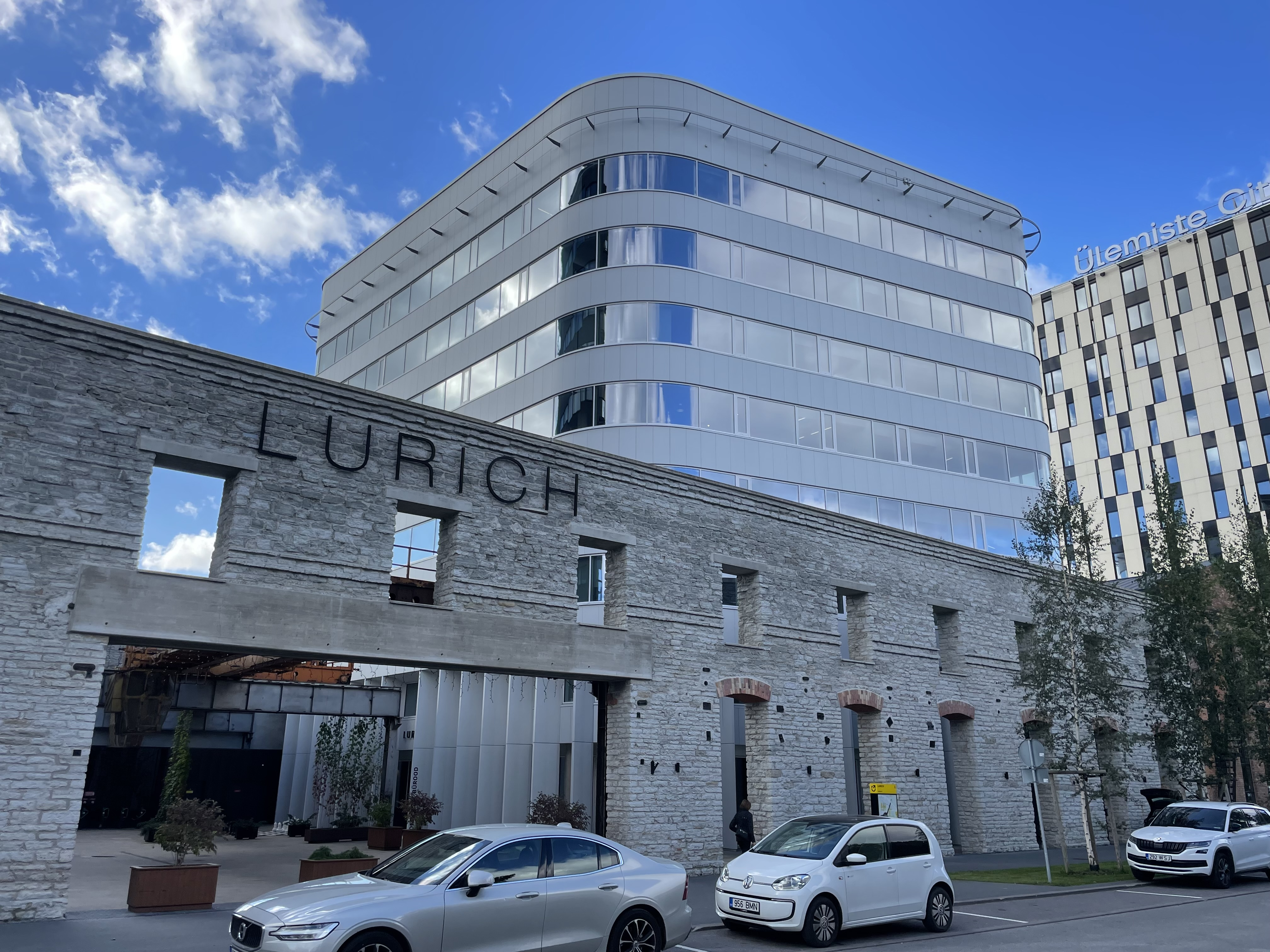
«Резиденции Луриха»
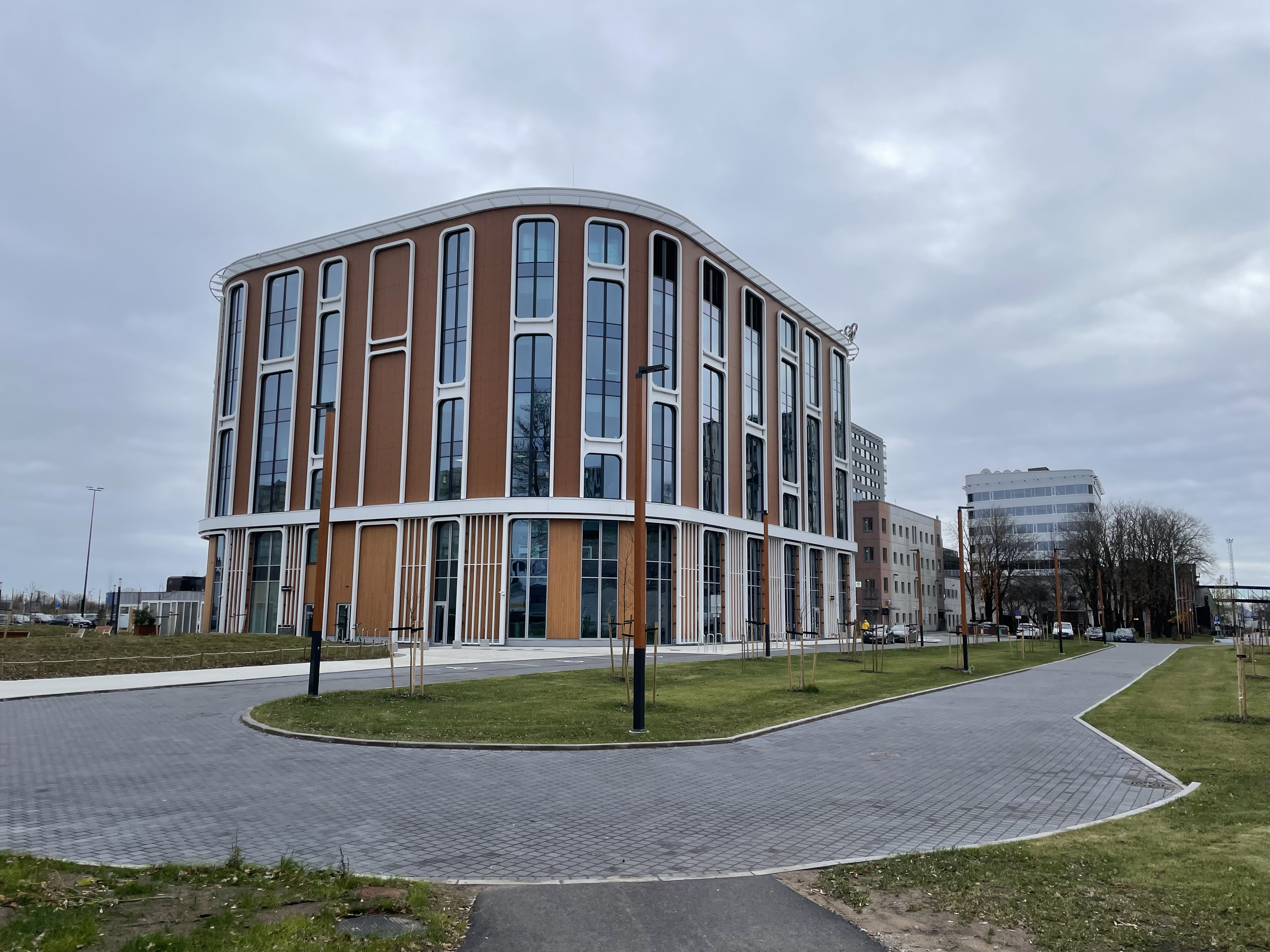
Улица Валукоя, Центр здоровья «Юлемисте»
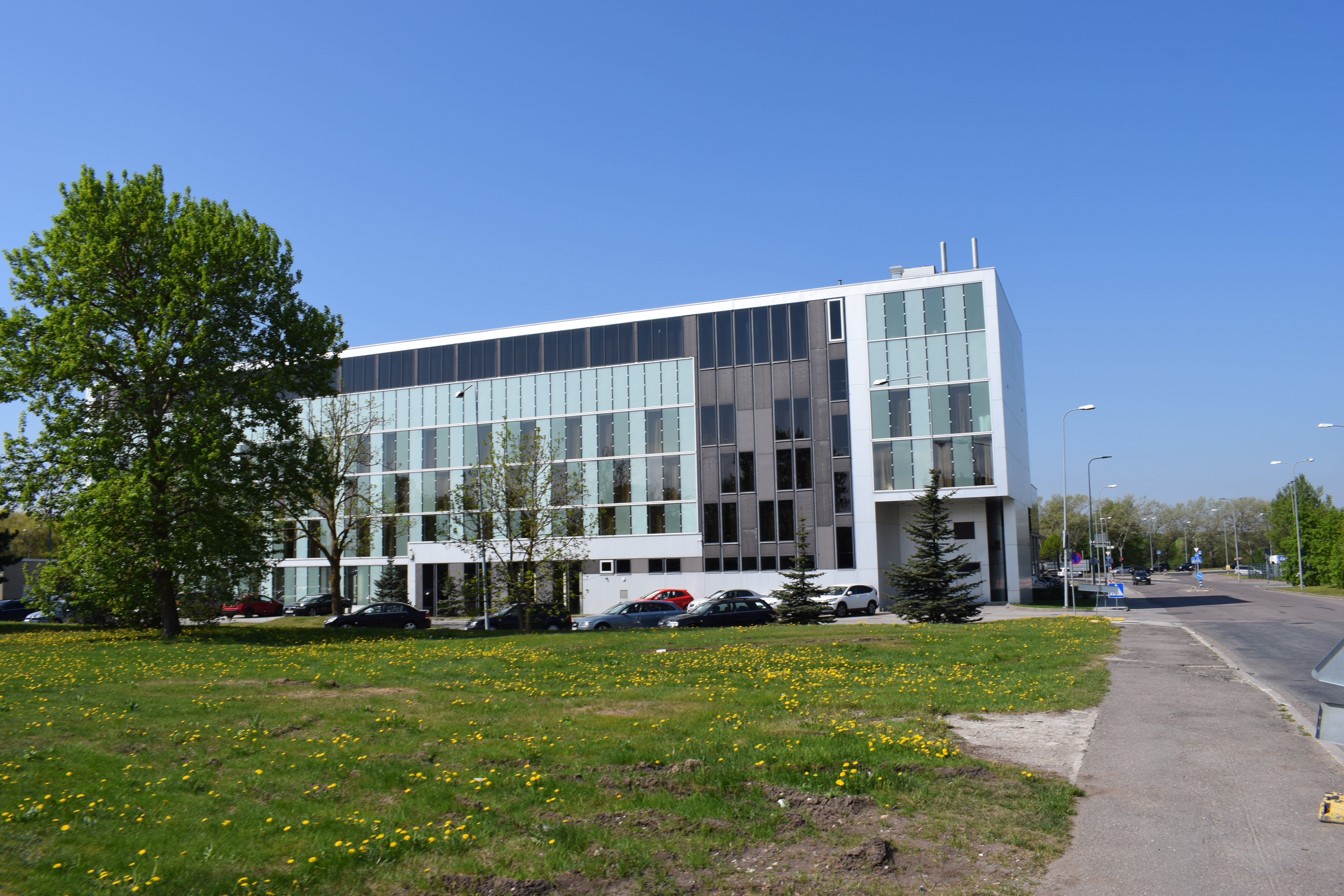
Отель «Ülemiste»
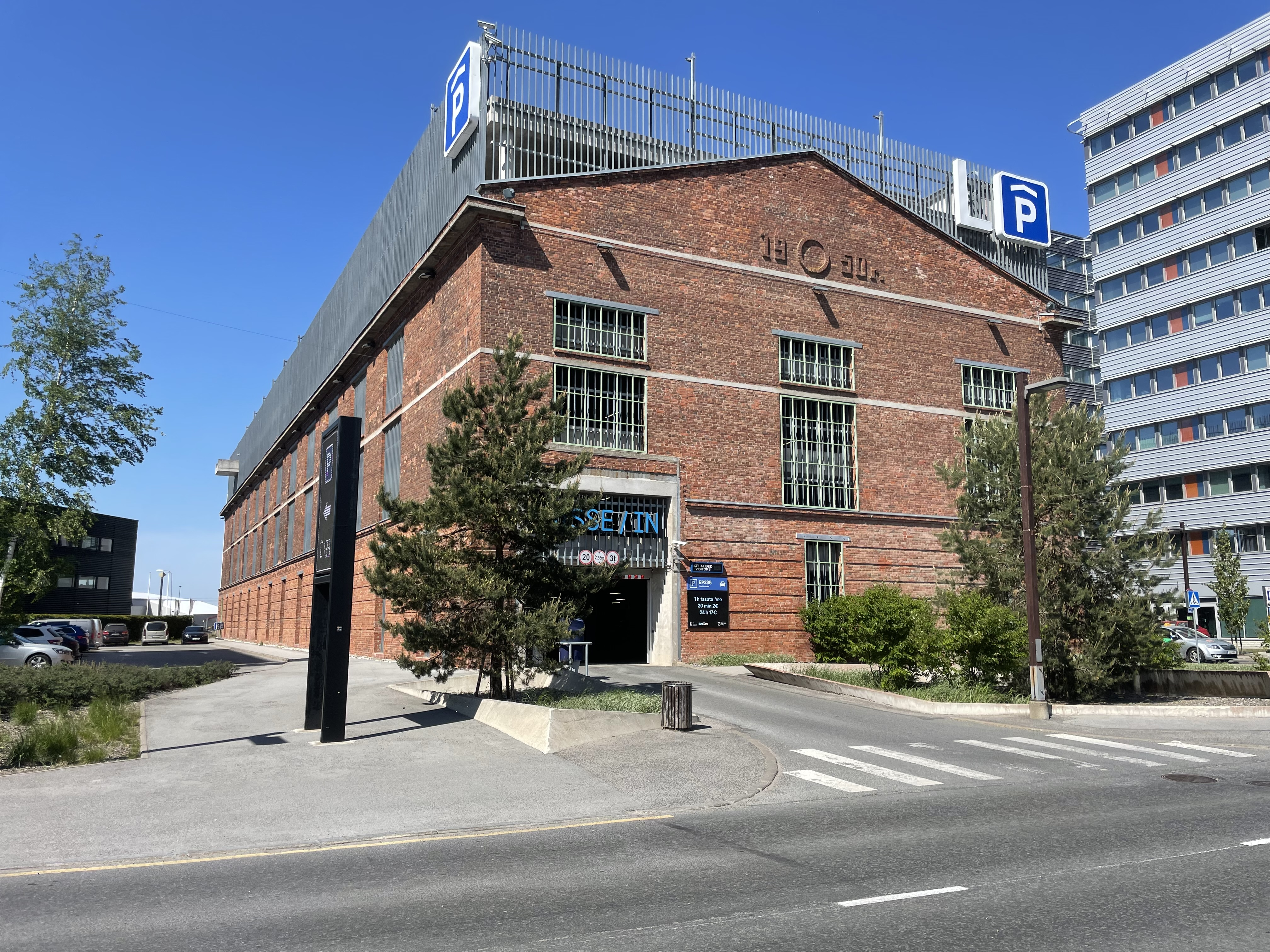
Парковочный дом на улице Валукоя
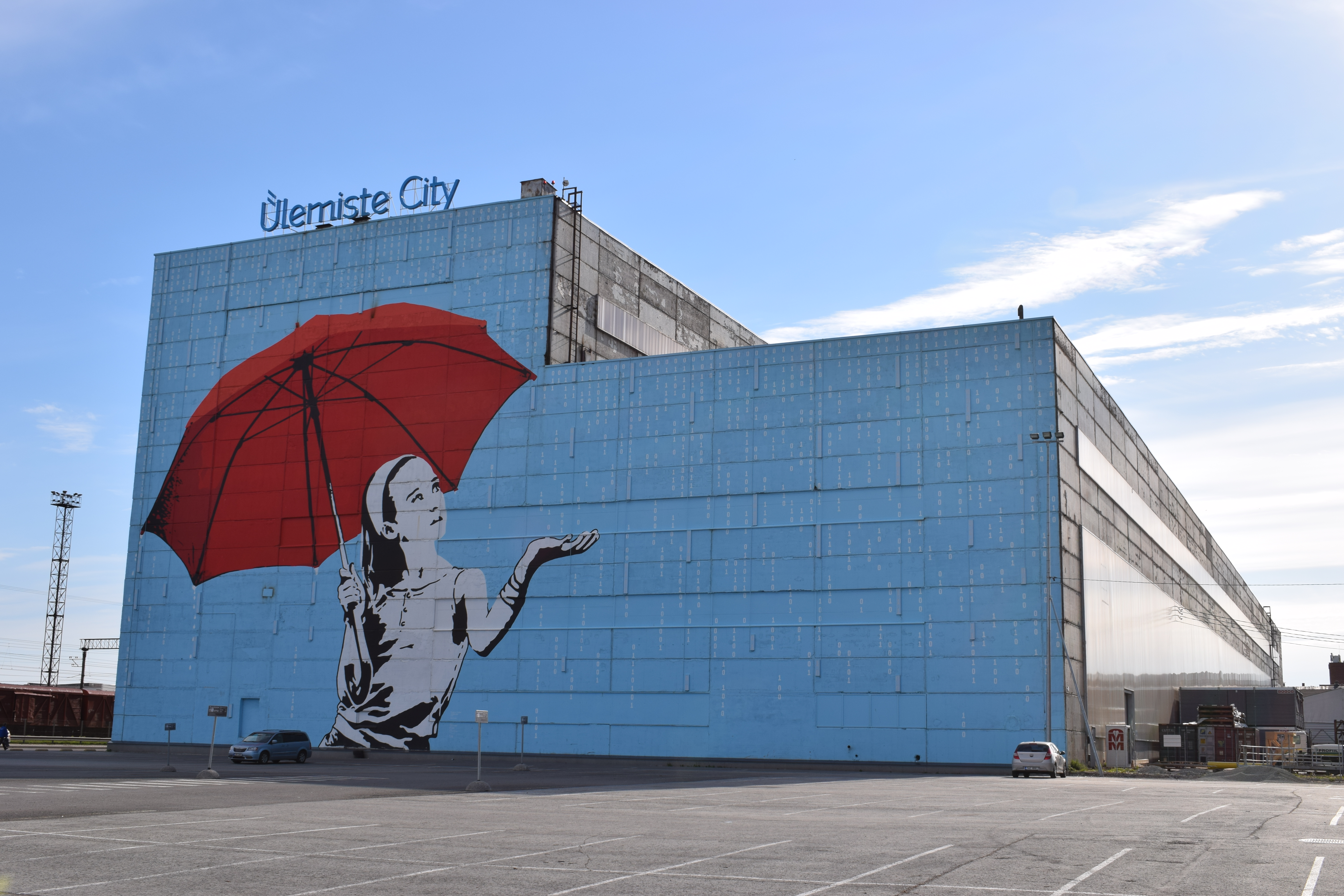
Одно из зданий завода «Двигатель» в 2017 году